# ハピネス?
| 専門評論家によるレビュー | 専門評論家によるレビュー |
| レビュー・スコア         | レビュー・スコア         |
| 出典                     | 評価                     |
| ------------------------ | ------------------------ |
| Allmusic                 | [ 3 ]                    |

『ハピネス?』（原題：Happiness?）はイギリスのミュージシャン、ロジャー・テイラーの3作目のアルバム。タイトルの由来は、ピカソの至言、「全てのものは量に限りがある、特に幸福というものは Everything exists in limited quantity-especially happiness」から来ており、この言葉が付録のブックレットに引用されている。また、ブックレット巻末には、「滅びゆくタスマニアンタイガーとフレディー・マーキュリーに本作を捧ぐ」旨がクレジットされている。

## 収録曲
作詞・作曲は"Foreign Sand"を除いて全てロジャー・テイラー。
1. "Nazis 1994" – 2:35
2. "Happiness" – 3:17
3. "Revelations" – 3:44
4. "Touch the Sky" – 5:04
5. "Foreign Sand" – 6:53
6. "Freedom Train" – 6:12
7. "‘You Had to Be There’" – 2:55
8. "The Key" – 4:25
9. "Everybody Hurts Sometime" – 2:52
10. "Loneliness..." – 2:25
11. "Dear Mr Murdoch" – 4:19
12. "Old Friends" – 3:33

## 議論
トラック1の「Nazis 1994」はシングルカットされたものの、歌詞の内容が問題視され、イギリスの民放ラジオで放送禁止となり議論を呼んだ。また、シングルの広告も禁止となり、多くのレコード店が仕入れを拒否した。

## 参加ミュージシャン
全トラック（「Foreign Sand」を除く）
- ロジャー・テイラー： ドラムス、ボーカル、ギター
- ジェイソン・ファルーン： ギター
- フィル・スパルディング： ベース
- マイク・クロスリー： ピアノ、キーボード
- キャサリン・ポーター： バッキング・ボーカル
- ジョシュア・マクリー： プログラミング

「Foreign Sand」
- YOSHIKI： アレンジ、ドラムス、ピアノ、シンセサイザー
- ロジャー・テイラー： ボーカル
- ジム・クリーガン： ギター
- フィル・チェン： ベース
- ディック・マークス： ストリングス・アレンジ
- ブラッド・バクサー and ジェフ・グレイス： プログラミング

- Mastered by Chris Blair at Abbey Road
- Album Design by Roger Taylor and Richard Gray

## 日本盤の違い
日本盤は、英国盤と違い、ロジャーのソロプロジェクトThe Crossのfinal destinationが7曲目に収録。you had to be thereが8曲目になり、一つずつトラックナンバーがずれ、メディア王ルパート・マードックについて歌ったDear Mr Murdochは未収録。old friendが12曲目なのは変わらず。参加ミュージシャンも、final destinationは、foreign sandと同じ。